# Рудеево (Тверская область)
Рудеево — деревня в Удомельском городском округе Тверской области.

## География
Деревня находится в северной части Тверской области на расстоянии приблизительно 10 км на север-северо-запад по прямой от железнодорожного вокзала города Удомля на левом берегу реки Съежа.

## История
Деревня была известна с 1478 года. В 1783 году была владением помещика Аракчеева, в 1859 — Шрейдера. Здесь было учтено дворов (хозяйств): 16 (1859 год), 20 (1886), 23 (1911), 22 (1958), 17(1986), 11 (2000). В советский период истории здесь действовали колхозы им. Гусева, им. Калинина и «Знамя Труда». До 2015 года входила в состав Порожкинского сельского поселения до упразднения последнего. С 2015 года в составе Удомельского городского округа.

## Население
Численность населения: 86 человек (1859 год), 122 (1886), 126 (1911), 54(1958), 33(1986), 18 (русские 78 %) в 2002 году, 13 в 2010.